# Drosophila nigra
Drosophila nigra är en tvåvingeart som beskrevs av Grimshaw 1901. Drosophila nigra ingår i släktet Drosophila och familjen daggflugor.
Arten är känd från Hawaii och Indien.